# ザ・テロリスト
『ザ・テロリスト』（原題: Rampage）は、2009年のドイツ・カナダのアクション映画。ウーヴェ・ボル監督・脚本。出演はブレンダン・フレッチャーとマイケル・パレなど。製作国のドイツでは劇場公開されたが、アメリカ合衆国や日本ではビデオスルーとなった。

## キャスト
- ビル・ウィリアムソン: ブレンダン・フレッチャー
- メルヴォイ保安官: マイケル・パレ
- エヴァン・ドリンス: ショーン・サイポス
- ビルの父: マット・フリューワー
- ビルの母: リンダ・ボイド
- エヴァンの父: ロバート・クラーク
- ビンゴホールのサーバー: ブレント・ホッジ
- 美人スタッフ2: キャサリン・イザベル
- 銀行のマネージャ: マルコム・スチュワート